# Трибадизм

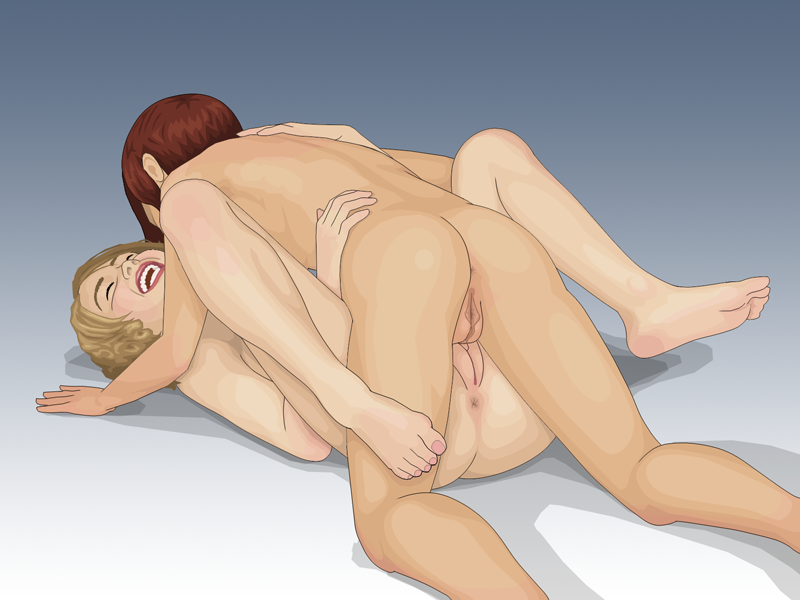
Жінки займаються трибадизмом у місіонерській позиції, що дозволяє підтримувати зоровий та кращий тілесний контакт задля сексуального задоволення.

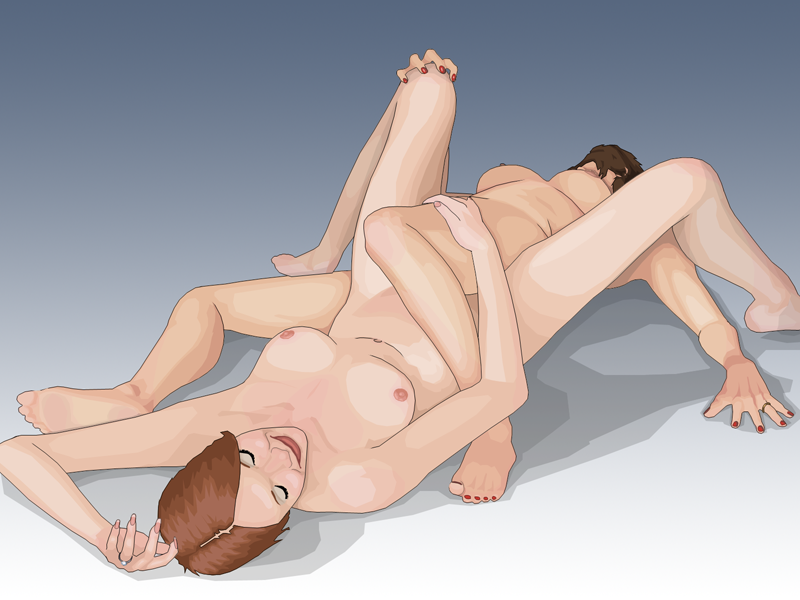
Поза «ножиць» — предмети критики лесбійок та бісексуалок.

Трибади́зм (англ. tribadism чи tribbing, від грец. τρίβειν — «тертися») — сексуальна практика між жінками, різновид сексу без проникнення, при якому жінка треться вульвою об тіло партнерки чи партнера задля сексуальної стимуляції, особливо для достатньої стимуляції клітора. Це може включати генітально-генітальний контакт між жінками чи тертя вульвою об стегно, живіт, сідниці, руку чи іншу частину тіла партнера, чи партнерки (за виключенням рота). Трибадизм зазвичай застосовується лесбійськими парами та бісексуалками і відомий також під назвою «ножиці» (scissoring) через одну з поз, популяризовану порнографією, хоча практикуються й інші, включно з місіонерською[джерело?].
Термін трибадизм зазвичай використовується в контексті лесбійського сексу, і раніше відображав соціальні уявлення про здатність жінок бути сексуальними партнерками, здатними до сексу з проникненням. Жінок, звинувачуваних у проникненні під час сексуальної активності, робили суб'єктами висміювання та покарання. Нині термін типово стосується різноманітних форм сексу без проникнення (чи фротажу) між жінками. Він також може включати вагінальне проникнення з використанням пальців, фалоімітатора чи двостороннього фалоімітатора, або техніки мастурбації, за якої жінка треться вульвою об неживі об'єкти, такі як сідло чи одяг, для досягнення оргазму[джерело?].
Деякі лесбійки та бісексуалки критикують позицію «ножиці», зазначаючи, що не вдаються до неї або не визнають її частиною свого сексуального життя, тому що знаходять її фізично некомфортною, відчуваючи, що вона не репрезентує лесбійські сексуальні практики, а більше стосується фантазій гетеросексуальних чоловіків, підживлюваних спрямованою на них порноіндустрією як на основних споживачів.

## Етимологія
Термін «трибадизм» походить зі Стародавньої Греції, де словом τριβάς (род. відм. τριβάδος) звали тих жінок, яких у сучасному суспільстві звуть лесбійками (бо Λεσβία, від якого походить термін «лесбійка», давні греки вживали тільки щодо мешканок острова Лесбос і не мало звичного нам значення). Воно походить, ймовірне, від τρίβω («теру»), пов'язуючись зі способом сексу між жінками — тертям вульв.

## Практики
- Місіонерська позиція[джерело?]
- Позиція «Ножиці»[джерело?]

- Інші варіанти стимуляції вульви[джерело?]